# 姫島出入口
姫島出入口（ひめじまでいりぐち）は、大阪府大阪市西淀川区の阪神高速道路3号神戸線の出入口。大阪方面のみ出入口のあるハーフICである。
2025年（令和7年）3月18日より入口料金所がETC専用になっている。

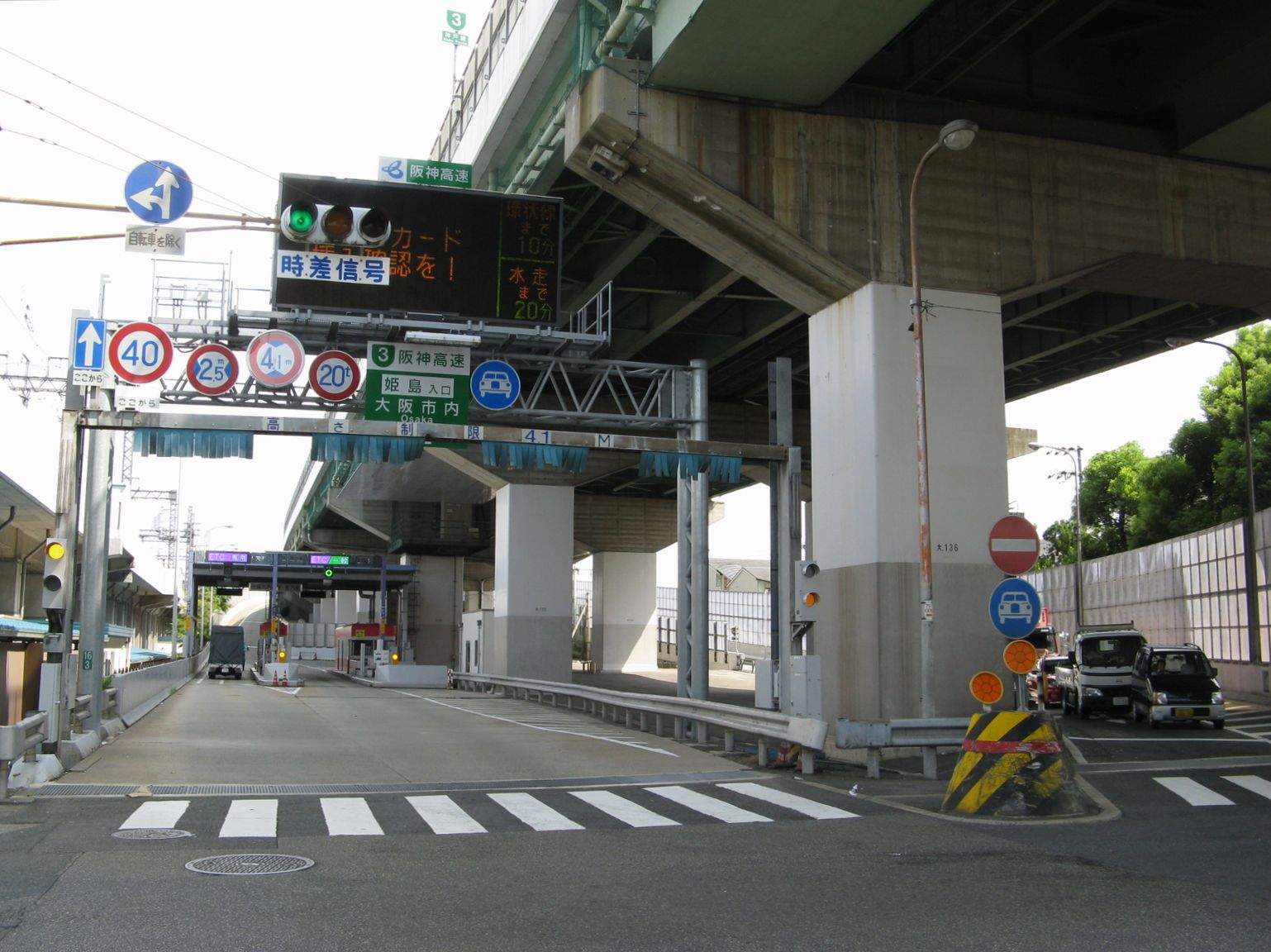
姫島出入口

## 道路
- 阪神高速3号神戸線 (3-04)

## 料金所

### 姫島料金所
- ブース数：2
  - ETC専用：1
  - サポート：1

## 周辺
- 姫嶋神社
- 遍満寺
- 国道2号
- 国道43号

## 隣
阪神高速3号神戸線
(3-03) 海老江出入口 - 海老江JCT - (3-04) 姫島出入口 - (3-05) 大和田出入口